# Saison 2025-2026 du FC Nantes
Maillots
Dernière mise à jour : 19 août 2025.
Chronologie
Saison précédente
La saison 2025-2026 du FC Nantes est la 83e saison de l'histoire du club nantais. Le club est engagé dans 2 compétitions : la Ligue 1 (58e participation) et la Coupe de France (83e participation).

## Pré-saison
- 19 juin : Macron dévoile le nouveau maillot domicile de la saison[1].
- 27 juin : calendrier de la Ligue 1 dévoilé par la LFP[2].
- 30 juin : reprise de l'entraînement à la Jonelière[3].
- 10 juillet : Macron dévoile le nouveau maillot extérieur de la saison[4].
- 3 au 8 août : stage de préparation à St. George's Park, à Burton upon Trent, dans les installations de l'équipe nationale d'Angleterre[5].
- 17 août : 1er match de Ligue 1[6].

## Effectif et encadrement

### Transferts
| Nom                      | Nationalité    | Poste      | Transfert       | Provenance/Destination | Division             | Référence |
| ------------------------ | -------------- | ---------- | --------------- | ---------------------- | -------------------- | --------- |
| Arrivées                 |                |            |                 |                        |                      |           |
| Luís Castro              | Portugal       | Entraîneur | Transfert       | USL Dunkerque          | Ligue 2              | Référence |
| Alexis Mirbach           | France         | Gardien    | Fin de contrat  | FC Metz                | Ligue 2              | Référence |
| Chidozie Awaziem         | Nigeria        | Défenseur  | Transfert       | Colorado Rapids        | Major League Soccer  | Référence |
| Hugo Boutsingkham        | France         | Défenseur  | Retour de prêt  | Stade briochin         | National 2           | -         |
| Nicolas Cozza            | France         | Défenseur  | Prêt renouvelé  | VfL Wolfsburg          | Bundesliga           | Référence |
| Uroš Radaković           | Serbie         | Défenseur  | Libre           | Sivasspor              | SüperLig             | Référence |
| Jean-Kévin Duverne       | Haïti          | Défenseur  | Retour de prêt  | KV Courtrai            | Jupiler Pro League   | -         |
| Yassine Benhattab        | France         | Milieu     | Retour de prêt  | SC Aubagne             | National             | -         |
| Lamine Diack             | Sénégal        | Milieu     | Retour de prêt  | Hatayspor              | SüperLig             | -         |
| Hong Hyun-seok           | Corée du Sud   | Milieu     | Prêt avec OA    | 1. FSV Mayence 05      | Bundesliga           | Référence |
| Kwon Hyeok-kyu           | Corée du Sud   | Milieu     | Transfert       | Celtic FC              | Scottish Premiership | Référence |
| Amady Camara             | Mali           | Attaquant  | Prêt avec OA    | SK Sturm Graz          | Bundesliga           | Référence |
| Youssef El-Arabi         | Maroc          | Attaquant  | Libre           | APOEL Nicosie          | Cyta Championship    | Référence |
| Mayckel Lahdo            | Suède          | Attaquant  | Prêt avec OA    | AZ Alkmaar             | Eredivisie           | Référence |
| Départs                  |                |            |                 |                        |                      |           |
| Antoine Kombouaré        | France         | Entraîneur | Contrat résilié | -                      | -                    | Référence |
| Hugo Barbet              | France         | Gardien    | Transfert       | FC Versailles          | National             | Référence |
| Alban Lafont             | France         | Gardien    | Prêt sans OA    | Panathinaïkós          | Super League Elláda  | Référence |
| Jean-Charles Castelletto | Cameroun       | Défenseur  | Transfert       | Al-Duhail SC           | Qatar Stars League   | Référence |
| Marcus Coco              | France         | Défenseur  | Fin de contrat  | -                      | -                    | Référence |
| Nicolas Pallois          | France         | Défenseur  | Fin de contrat  | Stade de Reims         | Ligue 2              | Référence |
| Saïdou Sow               | Guinée         | Défenseur  | Fin de prêt     | RC Strasbourg          | Ligue 1              | -         |
| Nathan Zézé              | France         | Défenseur  | Transfert       | Neom SC                | Saudi Pro League     | Référence |
| Pedro Chirivella         | Espagne        | Milieu     | Transfert       | Panathinaïkós          | Super League Elláda  | Référence |
| Lamine Diack             | Sénégal        | Milieu     | Prêt avec OA    | FC Sion                | Super League         | Référence |
| Douglas Augusto          | Brésil         | Milieu     | Transfert       | FK Krasnodar           | Premier-Liga         | Référence |
| Malang Gomes             | France         | Milieu     | Prêt            | Le Mans FC             | Ligue 2              | Référence |
| Florent Mollet           | France         | Milieu     | Fin de contrat  | -                      | -                    | Référence |
| Sorba Thomas             | Pays de Galles | Milieu     | Fin de prêt     | Huddersfield Town      | League One           | -         |
| Meschack Elia            | RD Congo       | Attaquant  | Fin de prêt     | BSC Young Boys         | Super League         | -         |
| Tino Kadewere            | Zimbabwe       | Attaquant  | Transfert       | Aris Salonique         | Super League Elláda  | Référence |
| Moses Simon              | Nigeria        | Attaquant  | Transfert       | Paris FC               | Ligue 1              | Référence |

| Nom      | Nationalité | Poste | Transfert | Provenance/Destination | Division | Référence |
| -------- | ----------- | ----- | --------- | ---------------------- | -------- | --------- |
| Arrivées |             |       |           |                        |          |           |
| Départs  |             |       |           |                        |          |           |

| Nom      | Nationalité | Poste | Transfert | Provenance/Destination | Division | Référence |
| -------- | ----------- | ----- | --------- | ---------------------- | -------- | --------- |
| Arrivées |             |       |           |                        |          |           |
| Départs  |             |       |           |                        |          |           |

## Matchs de la saison

### Matchs officiels de la saison
Le club est engagé dans 2 compétitions : la Ligue 1 (58e participation) et la Coupe de France (83e participation).
- La Ligue 1 2025-2026 est la 88e édition du championnat de France de football et la 24e sous l'appellation « Ligue 1 ». La division oppose 18 clubs en une série de 34 rencontres. Les meilleurs de ce championnat se qualifient pour les coupes d'Europe que sont la Ligue des champions, la Ligue Europa et la Ligue Conférence.
- La Coupe de France 2025-2026 est la 109e édition de la coupe de France, une compétition à élimination directe mettant aux prises tous les clubs de football amateurs et professionnels à travers la France métropolitaine et les DOM-TOM. Elle est organisée par la FFF et ses ligues régionales.

#### Classement
| Rang | Équipe            | Pts | J | G | N | P | Bp | Bc | Diff |
| ---- | ----------------- | --- | - | - | - | - | -- | -- | ---- |
| 9    | LOSC Lille        | 1   | 1 | 0 | 1 | 0 | 3  | 3  | 0    |
| 10   | Stade brestois 29 | 1   | 1 | 0 | 1 | 0 | 3  | 3  | 0    |
| 11   | FC Nantes         | 0   | 1 | 0 | 0 | 1 | 0  | 1  | −1   |
| 12   | Paris FC P        | 0   | 1 | 0 | 0 | 1 | 0  | 1  | −1   |
| 13   | FC Lorient P      | 0   | 1 | 0 | 0 | 1 | 0  | 1  | −1   |

## Statistiques

### Statistiques collectives
| Compétition     | Débute au tour | Termine | Matches joués | Gagnés | Nuls | Perdus | Buts pour | Buts contre | Différence | Cartons jaunes | Cartons rouges |
| --------------- | -------------- | ------- | ------------- | ------ | ---- | ------ | --------- | ----------- | ---------- | -------------- | -------------- |
| Ligue 1         | -              | -       | 1             | 0      | 0    | 1      | 0         | 1           | -1         | 1              | 0              |
| Coupe de France | 1/32 de finale | -       | -             | -      | -    | -      | -         | -           | -          | -              | -              |
| Total           | -              | -       | 1             | 0      | 0    | 1      | 0         | 1           | -1         | 1              | 0              |

### Canari du Mois
Le FC Nantes a mis en place en 2017-2018, un système permettant aux supporters de voter pour le meilleur joueur nantais durant chaque mois de l'année. (Entre parenthèses, le nombre de trophées remportés par le joueur.)
| Mois | Lauréat |
| ---- | ------- |

## Business Club FC Nantes
- Club Entreprises du FC Nantes[10]
  - Anvolia
  - Crédit mutuel
  - E.Leclerc Pôle Sud
  - Groupe Le Lorec
  - Groupe Pautric
  - Hellfest
  - Les Gars des Eaux
  - LNA Santé
  - Macron
  - Millet Fenêtres et Façades
  - Nantes Métropole
  - Réseau Le Saint
  - Synergie
  - VST

## Affluence
L'affluence à domicile du FC Nantes atteint un total :
- de 34 053 spectateurs en 1 rencontre de Ligue 1, soit une moyenne de 34 053/match.
- de 34 053 spectateurs en 1 rencontre toutes compétitions confondues, soit une moyenne de 34 053/match.

Affluence du FC Nantes à domicile